# Retalhuleu
Retalhuleu é um dos 22 departamentos da Guatemala, e sua capital é a cidade de Retalhuleu.
É um departamento que se localiza no sudeste do país, estendendo-se por montanhas até chegar à costa do Oceano Pacífico.

## Municípios
1. Champerico
2. El Asintal
3. Nuevo San Carlos
4. Retalhuleu
5. San Andrés Villa Seca
6. San Felipe
7. San Martín Zapotitlán
8. San Sebastián
9. Santa Cruz Muluá